# Pseudocoremia lactiflua
Pseudocoremia lactiflua là một loài bướm đêm trong họ Geometridae.